# M51 (ракета)
М51 — французька балістична ракета підводного запуску, у французькій термінології — Mer-Sol-Ballistique-Stratégique (MSBS; укр. «Стратегічна балістична ракета-Море-Поверхня»). Розроблена та виготовляється компанією ArianeGroup для ВМС Франції.  Вона була розроблена для заміни ракети M45, вперше була розгорнута в 2010 році.
Кожна ракета несе від 6 до 10 термоядерних боєголовок індивідуального наведення TN 75.
Ракета є компромісом щодо дизайну М5, який мав мати дальність 11 000 км і нести десять нових боєголовок типу 'tête nucléaire océanique'  (TNO; укр. «Океанічна ядерна боєголовка»). Розробка M5 почалася наприкінці 1980-х років компанією Aérospatiale, перш ніж програма була перейменована на M51 у 1996 році, коли витрати на розробку зменшилися на 20 відсотків. M51 було введено в експлуатацію в 2010 році.

## Історія

### Варіанти
З моменту розробки ракети M4 (та її варіанту M45), попередника M51, проводилося багато дослідницьких робіт, що стосувалися різних передбачених вдосконалень для нового носія. Серед них — використання вуглецю для оболонки всіх ступенів, які раніше виготовляли зі сталі, більш важкої; методи завантаження пального та гнучка опора сопла з композитним армуванням. Нова ракета, яка значно важча (маса збільшилася з 35 до 54 тонн) і об'ємніша (діаметр збільшився з 1,93 до 2,3 м), може бути адаптована до корпусу підводних човнів типу «Тріумфан» шляхом модифікації системи бічного кріплення. Проте ця модифікація значно змінює масу підводного човна та потребує значних інвестицій.
Альтернативою було б використання нового пального, нітралану, значно більш енергетичного, що дозволило б зберегти ті ж розміри та масу при суттєвому покращенні характеристик. Такий вибір зробили американці при переході з ракети Poseidon C3 на ракету Trident 1 C4. Використання нітралану дозволяє зберегти масу на підводному човні та значно покращити M4. Однак розробка американцями ракети з використанням нітралану була складною, зокрема, під час одного випробування відбулося вибухове займання 50 тонн пального (еквівалент 90 тонн тротилу).
Щоб ухвалити рішення, було створено робочу групу, яка об’єднала всіх зацікавлених сторін. Метод аналізу вартості, що враховував як наслідки для оперативної та виробничої інфраструктури, так і наслідки для можливостей ракет та їх розвитку, однозначно підтвердив рішення збільшити масу та розміри ракети, відмовившись від використання нітралану.

### Початок розробки
Запущений у 1992 році, проєкт M5 передбачав третій маневровий ступінь, який надавав ракеті кращу точність. Однак у лютому 1996 року президент Жак Ширак відмовився від розробки цього ступеня з бюджетних міркувань, і M5 став M51. Тоді була запущена програма ракети M51, призначена для заміни M45, найефективнішої версії M49, до 2010 року. Цей проєкт нової генерації балістичних ракет вимагав етапу розробки, у якому протягом чотирьох років брали участь близько тисячі інженерів і техніків. Тривалість розробки була скорочена, щоб можна було безпосередньо оснастити новітні підводні човни типу SNLE-NG французької стратегічної океанічної сили (FOST; фр. «Force océanique stratégique») з 2010 року. Таке коригування графіку дозволило зекономити понад 800 мільйонів євро на розробці всіх програм SNLE-NG, M45 та M51.
У проєкті було задіяно 6 000 інженерів, техніків і робітників із понад 900 французьких промислових підприємств, серед яких 140 прямих постачальників та 40 головних підрядників підсистем, понад 40 % з яких є малими та середніми підприємствами, а близько 15 % — компаніями середнього розміру. Діяльність, пов’язана з M51, проводиться на захищених об'єктах навколо Бордо в Аквітанії, у Мюро поблизу Парижа, а також на об’єкті Військово-морських сил Франції на острові Іль-Лонг, де ArianeGroup забезпечує постійну присутність 250 осіб.

### Випробування
Після витрат у розмірі 5 мільярдів євро (6,7 мільярда доларів) на розробку ракети, французький уряд у грудні 2004 року уклав контракт із компанією EADS SPACE Transportation на суму 3 мільярди євро (3,9 мільярда доларів) на виготовлення M51. Контракт охоплював серійне виробництво M51 на 10 років, і компанія мала забезпечувати постійну підтримку готовності протягом усього строку служби ракети.
Ракета M51 здійснила свій перший випробувальний політ (без бойової частини) 9 листопада 2006 року з французького центру випробувань ракет у Біскарроссі (департамент Ланди). Ціль було досягнуто через двадцять хвилин на північному заході Атлантичного океану.
Другий і третій успішні тести проведено 21 червня 2007 року та 13 листопада 2008 року.
27 січня 2010 року о 9:25 ракету запустили під водою з підводного човна Le Terrible (S619) у затоці Одьєрн біля узбережжя Бретані на північному заході Франції. Ракета досягла своєї цілі за 2000 кілометрів (1100 морських миль) від Південної Кароліни; політ на 4500 кілометрів (2400 морських миль) тривав менш як 20 хвилин.
Тест 10 липня 2010 року підтвердив здатність підводних човнів типу «Тріумфан» запускати M51 в оперативних умовах.
5 травня 2013 року випробувальний запуск ракети M51 зазнав невдачі після запуску з підводного човна біля узбережжя Бретані. Це був перший невдалий запуск M51 після п’яти успішних запусків з 2006 року.
У 2014 році компанія Airbus підписала угоду з французьким урядом щодо проведення робіт над модернізацією M51.3 для оснащення підводних човнів SNLE 3G.
30 вересня 2015 року M51 успішно пройшла випробувальний політ з наземного ракетного полігону поблизу Біскаросса до віддаленої цілі в Північній Атлантиці.
10 травня 2016 року Airbus і Safran уклали спільне партнерство (50 на 50) для розробки модернізації M51.3, яка має надійти на озброєння близько 2025 року.
12 червня 2020 року проведено успішний тестовий запуск ракети M51.3 (ймовірно) з підводного човна типу «Тріумфан» Le Téméraire (S617) біля південно-західного краю Фіністеру (Бретань).
28 квітня 2021 року Міністерство Збройних сил Франції оголосило про випробування ракети M51 для запуску з підводного човна. Запуск проводився не з підводного човна типу «Тріумфан» французьких ВМС, а з наземного об'єкта, розташованого на південному заході Франції.
19 квітня 2023 року Міністерство Збройних сил Франції оголосило про ще одне випробування M51, запущеної з підводного човна французького ВМФ Le Terrible (S619).
M51.3 було успішно випробувано в листопаді 2023 року.
| №  | дата       | пускова платформа    | результат |
| -- | ---------- | -------------------- | --------- |
| 1  | 09.11.2006 | Наземний стенд       | Успіх     |
| 2  | 21.07.2007 | Наземний стенд       | Успіх     |
| 3  | 13.11.2008 | Наземний стенд       | Успіх     |
| 4  | 27.01.2010 | ПЧАРБ Le Terrible    | Успіх     |
| 5  | 10.07.2010 | ПЧАРБ Le Terrible    | Успіх     |
| 6  | 05.05.2013 | ПЧАРБ Le Vigilant    | Невдалий  |
| 7  | 30.09.2015 | Наземний стенд       | Успіх     |
| 8  | 01.07.2016 | ПЧАРБ Le Trioumphant | Успіх     |
| 9  | 12.06.2020 | ПЧАРБ Le Téméraire   | Успіх     |
| 10 | 28.04.2021 | Наземний стенд       | Успіх     |
| 11 | 19.08.2023 | ПЧАРБ Le Terrible    | Успіх     |
| 12 | 18.11.2023 | Наземний стенд       | Успіх     |